# Селище на реке Прость
Селище на реке Прость — селище в Ракомском сельском поселении Новгородского района Новгородской области России, объект культурного наследия регионального значения. Находится близ деревни Юрьево на берегу реки Прости (приток Волхова).
В 1958—1961 годах под руководством С. Н. Орлова и М. М. Аксёнова на берегу Прости были проведены археологические раскопки, в ходе которых было обнаружено древнее крупное славянское селище VIII века. В 1997—1999 годах раскопками руководил Б. Д. Ершевский. Поселение находится в 300 м от главного языческого святилища словен новгородских— урочища Перынь. Среди находок во множестве присутствовали осколки слепленных вручную без применения гончарного круга горшков, скопления обожжённых камней, свидетельствующих о наличии у древних жителей печей-каменок. Куски глиняной обмазки использовалась для промазки пазов между брёвнами. Раскопки селища на реке Прости выявили материалы третьей четверти I тысячелетия (возникло в VII веке), то есть самые ранние славянские древности в истоке Волхова, хронологически более ранние, чем напластования в Старой Ладоге. Селище на ручье Прости имело площадь 500×200 м (10 га), из которых исследовано более 1000 м². Здесь нашли ямы, содержащие более раннюю керамику, находки так называемых «крапчатых» бус, которые бытовали в Средней Европе и на юге Восточной Европы в V—VII веках, три бронзовые неорнаментированные накладки, широко известные в культурах Прикамья VII—VIII веков (ближайшая подобная бляшка найдена на поселении Чёрный ручей 2 на реке Андоге). Также найдены серповидные поясные накладки с отверстиями для шпеньков, известные в материалах поломской, ломоватовской, неволинской (VII—VIII вв.) культур, стеклянные бусы (в том числе характерная для ломоватовской культуры VIII—IX веков «глазчатая»), лепная керамика, зёрна, мякина ячменя, полбы, мягкой пшеницы, овса, проса, бобы, горох. Ко времени появления более позднего селища у городища Георгий преобладало просо и появилась рожь. Селище Прость было самым крупным неукреплённым поселением раннего средневековья в Приильменье и, возможно, являлось центром словен Ильменского Поозерья. Поселение прекратило существование во второй половине X века.